# Kristian Torin
Kristian Torin, född 23 juni 1837, död 12 februari 1916, var en svensk präst. Torin prästvigdes 1864 och blev samma år brukspredikant i Jonsered där han även hade rollen som folkskollärare. 1891 efterträddes han av Ernst Klefbeck och blev kyrkoherde i Östads församling 1892.
Torin blev känd som en radikal präst som hamnade i konflikt med biskopar och som försvarade kvinnors rätt att förkunna Guds ord. Han var med och grundade en sångförening i Jonsered och en förening för gamla arbetare. Han medverkade till bildandet av Missionskyrkan i Jonsered. Han har gett namn till Prästens berg i Jonsered där en inskription till minne av Torin återfinns på en klippa. 